# Kastell Murrhardt

Der nördliche Abschnitt des Vorderen Limes mit dem älteren, westlicher gelegenen Neckar-Odenwald-Limes

Lage des Kastells in Murrhardt 1892

Das Kastell Murrhardt war ein römisches Kohortenkastell des Prinzipats am „Vorderen Limes“, einem Abschnitt des im Jahre 2005 zum UNESCO-Weltkulturerbe erhobenen „Obergermanisch-Raetischen Limes“. Die auf dem Gebiet der heutigen Stadt Murrhardt im Rems-Murr-Kreis, Baden-Württemberg.

## Lage
Die mit der Längsachse nordöstliche Orientierung des Kastells im tief eingeschnittenen Tal der Murr wird sowohl vom Verlauf des Limes als auch vom Fluss, der im Bereich der Garnison in ostwestliche Richtung abfließt, bestimmt. Wie an den meisten Kastellplätzen in den Limesgebieten wurde versucht, die Prätorialfront, die dem Feind zugewandte Seite des Lagers, weitgehend zur Grenze hin zu orientieren. Der Standort am Hang des Riesbergs war hochwassersicher an der südlichen Talsohle ausgewählt worden. Die Flanken dieses Berges wurden erst seit den 1960er Jahren mit Häusern und Kleingartenanlagen überbaut. Die heutige Riesbergstraße folgt dem Verlauf einer der ehemaligen Lagerhauptstraßen, der Via principalis. Das heutige evangelische Pfarramt II liegt über der einstigen Vorhalle des Stabsgebäudes (Principia). Die antike Grenze befindet sich in 1,2 Kilometern Entfernung und verläuft fast genau in Nord-Süd-Richtung. Eine Erklärung für den ungewöhnlich großen Abstand des Kastells zum Limes wird in einer Engstelle des Murrtales gesucht, die es im näheren Bereich der Grenzanlagen gibt. Hier waren keine Möglichkeiten zur Errichtung größerer Militärbauten vorhanden. Mit seiner Lage im Flusstal konnte die Besatzung der Garnison den Zugang vom Barbaricum auf römisches Territorium sperren bzw. kontrollieren. Inwieweit die vergleichsweise flache Murr außerdem eine schnelle Versorgung der Truppe auf dem Wasserweg sichern konnte, dürfte offen sein.
Verbindungsstraßen zu den Kastellen in Welzheim und in Mainhardt sowie in das rückwärtige Hinterland nach Benningen an der Einmündung der Murr in den Neckar, dem früheren Standort der Kohorte, können als gesichert angenommen werden. Die Militärstraße zur Murrmündung folgte nur bis etwa Oppenweiler dem Murrtal und verlief dann in etwa über die Linie Großaspach und Rielingshausen zur Murrmündung. Einzelne Abschnitte dieser Straße sind nachgewiesen. Oberhalb der Murrmündung, im Areal der Häldenmühle, wiesen im Gewann Au verschiedene Funde auf einen römerzeitlichen Schiffsanlegeplatz am rechten Neckarufer gegenüber Benningen hin. Somit lief an dieser Stelle vermutlich der Versorgungsweg des Kastells über Wasser mit dem Versorgungsweg über Land zusammen.

## Forschungsgeschichte
Wie der Gewannname „Bürg“ zum Ausdruck bringt, verlor sich das Wissen um die Existenz einer alten, einst besiedelten Stätte wohl nie vollständig. Murrhardts römische Altertümer wurden bereits von Philipp Apian (1534) und Martin Crusius (annales Suevici, 1595) erwähnt. Die römische Vorgeschichte dieses Orts thematisierte auch die einschlägige Literatur des 19. Jahrhunderts. So notierte beispielsweise der Historiker und Bibliothekar Christoph Friedrich von Stälin (1805–1873) im ersten Teil seiner 1841 erschienenen Wirtembergischen Geschichte drei antike Inschriften. Bei dem in den Jahren 1876 bis 1878 von Murrhardt nach Vorderwestermurr ausgeführten Straßenbau wurde die steinerne Umwallung des Kastells angeschnitten. In der Folge fanden die ersten systematischen Grabungen 1885 durch den damals neubegründeten Altertumsverein für das Murrtal und Umgebung statt. Im November und Dezember 1892 wurden Grabungen im Bereich der Umwehrung und am Stabsgebäude im Auftrag der Reichs-Limeskommission durch Oberamtsbaumeister Christian Hämmerle, den zuständigen Streckenkommissar, durchgeführt. Mit der beginnenden, fast vollständigen Überbauung musste das Landesamt für Denkmalpflege 1973, 1975, 1977 und 1979/1980 Abschnitte des rückwärtigen Lagerbereichs, der Retentura, untersuchen, wobei neben der Umwehrung auch an den Gräben und insbesondere im Umfeld der im Kastellinneren verlaufenden Via decumana Grabungen stattfanden.
Im Jahre 1988 wurde ein kleiner Ausschnitt der Zivilsiedlung untersucht und am 22. September 2010 das bis dahin nicht lokalisierte Kastellbad durch Christian Schweizer, dem Leiter des Carl-Schweizer-Museums, bei Aushubarbeiten für das künftige Murrhardter Ärztehaus am Obermühlenweg entdeckt. Durch Verhandlungen der Kommunalverwaltung mit dem Investor konnte ein Baustopp bis zum 30. November desselben Jahres erreicht werden. In der folgenden, zweimonatigen Notgrabung wurden die wertvollen Baureste unter Leitung des Provinzialrömischen Archäologen Andreas Thiel, Oberkonservator am Landesamt für Denkmalpflege Baden-Württemberg und Stephan Papadopoulus, gleichfalls Archäologe am Landesdenkmalamt, untersucht und erstdokumentiert. Da an Stelle des Bades aufgrund der für den Investor unveränderbaren Planungen eine Tiefgarage entstehen sollte, war das Bauwerk nicht an seinem Auffindeort zu erhalten. Aufgrund von Verhandlungen und Kompromissen gelang es jedoch, die am besten erhaltenen Baureste, die halbrunde Apsis sowie ein weiteres Mauerstück, mit großem technischen Aufwand in zwei tonnenschwere Blöcke zu zersägen, zu bergen und letztendlich fast am gleichen Standort, um rund zwei Meter höhenversetzt, in das neue Ärztehaus zu integrieren.

## Baugeschichte

### Datierungsansatz

Übersichtsplan und Details am Kastell Murrhardt 1892

Mit der Vorverlegung des Limes bezogen viele Soldaten einen neuen Garnisonsort. Die alten, jetzt im Limeshinterland gelegene Kastelle wurden zumeist aufgegeben. Der von langer Hand geplante Garnisonswechsel in das neue, weiter nach Osten vorgeschobenen Lager von Murrhardt war eine organisatorische Meisterleistung, da hiervon letztendlich alle Kastelle entlang des Neckar-Odenwald-Limes betroffen waren. Der Althistoriker Géza Alföldy (1935–2011) stellte 1983 anhand der damals bekannten epigraphischen Zeugnissen aus Böckingen fest, dass die dort gelegene Kohorte noch mindestens im Jahr 148 am Neckar stand.
Wie die Forschungen und Vergleich mit anderen an den Vorderen Limes vorgeschobenen Kastellen ergab, wurden die Kastelle am Vorderen Limes jedoch erst am Ende oder kurz nach der Regierungszeit des Kaisers Antoninus Pius (138–161) errichtet. Zum Bau des Vorderen Limes gibt es außer den archäologischen Grabungsergebnissen bisher kein direktes antikes schriftliches Zeugnis. Alföldy mutmaßte nach Auswertung zweier im Mittelmeerraum aufgefundenen Inschriften, dass die Limesstrecke des Vorderen Limes „um 155“ unter dem obergermanischen Statthalter Gaius Popilius Carus Pedo (etwa 152–155) ausgebaut worden sei. Zumindest müssen wichtige militärische Aktivitäten beziehungsweise Truppenbewegungen stattgefunden haben. Der Wissenschaftler stellte sich damit in die Tradition des Archäologiepioniers Ernst Fabricius (1857–1942), der diesen Zeitraum bereits 1902 ermittelt hatte.
Neuere Funde und Methoden könnten diese Annahme zeitlich möglicherweise genauer fassen beziehungsweise korrigieren. An den bisher frühesten dendrochronologisch analysierbaren Bauhölzern aus dem Benefiziarier-Weihebezirk am nördlich gelegenen Kastell Osterburken konnte das Fälldatum auf den Winter 159/160 n. Chr. bestimmt werden. Allerdings fand sich unter dem Tempel eine steinerne Quellfassung mit Nymphe und Weiheinschrift, die stratigraphisch zweifelsfrei älter war. Durch Alföldys Forschungen zeichnet sich ab, dass die Anlage der Quellfassung während der Statthalterschaft des Gaius Popilius Carus Pedo erfolgt sein könnte. Das ab 2004 untersuchte Kohortenbad von Osterburken bot weiteres datierbares Material. Festzuhalten ist, dass die dort im Grundwasser erhalten gebliebenen Eichenpfosten der ersten Bauphase im Spätjahr 164 n. Chr. gefällt wurden. Weitere Osterburkener Hölzer konnten nach Aussage des provinzialrömischen Archäologen Klaus Kortüm vom Landesamt für Denkmalpflege Baden-Württemberg in das Jahr 161 n. Chr. datiert werden, was Überlegungen stützt, der eigentliche Vordere Limes sei erst mit dem Rätischen Limes – von dem zeitlich dazu passende Datierungen stammen – in einer provinzübergreifenden Ausbaumaßnahme kurz nach dem Tod des Kaisers Antoninus Pius (Januar 161) errichtet worden. Eine wichtige Grundlage für diese These ist die Überlegung, dass der Bau des Kohortenbades von Osterburken aller Wahrscheinlichkeit nach nicht unwesentlich später als die Errichtung des Kastells erfolgt sein kann. Laut Kortüm wird eine nennenswerte Präsenz römischer Truppen vor 160 n. Chr. zumindest für Osterburken immer unwahrscheinlicher. Auch die Neubewertung der Weihesteine des Zenturios Veranius Saturninus, der noch 158 n. Chr. das Numerusbad von Neckarburken durch seine Einheit, den dort kasernierten Numerus Brittonum Elantiensium (Einheit der Elzbrittonen) neu errichten und vergrößern ließ, lässt eher an einen Umzug um 160 n. Chr. denken. Der Zenturio hinterließ an seinem neuen Garnisonsort Osterburken gleichfalls einen Weihestein – allerdings ohne Datierung.
Die These eines späteren Datierungsansatzes des Vorderen Limes wirft neue Fragen auf. So lässt das Datum um 160 n. Chr. nicht nur das zeitlich ältere Osterburkener Nymphäum rätselhafter werden. Unter dem Kohortenbad von Osterburken fanden sich einige ältere römische Gruben, die nichts mit dem Thermenbau zu tun haben. Die Archäologen bargen hier organische Reste, Wurzeln, Holzabfälle und einige bearbeitete Hölzer. Auch geringe Mengen römischer Keramik wurden gefunden. Die Auswertung dieser Funde steht noch aus. Daneben gibt es aus dem Kastell Jagsthausen noch das bisher älteste datierbare Inschriftenbruchstück vom „Vorderen Limes“ aus der Regierungszeit des Kaisers Antoninus Pius, das einer Zuordnung bedarf. Erst neue Funde und Analysen werden möglicherweise eine endgültige Bewertung der damaligen Geschehnisse möglich machen.

### Holz-Erde-Lager
Bei den Grabungen in den 1970er Jahren ließen sich mehrere Bauphasen erkennen. Die ältesten Funde aus diesem Kastell datieren aus der Zeit kurz nach 150 n. Chr., jedoch konnte am Rand der rückwärtigen Lagerstraße, der Via decumana, ein 1,2 × 1,2 Meter großer holzverschalter Brunnen durch den Forstwissenschaftler Bernd Becker (1940–1994) dendrochronologisch untersucht werden, der um 159 n. Chr. entstand. Der Brunnen wies eine Tiefe von drei Metern aufwies und barg große Mengen an Keramik. Dieses für Murrhardts römische Vergangenheit sehr frühe Datum deckt sich ungefähr mit den Ergebnissen die 1988 im Rössle Quartier, auf dem Gelände des Lagerdorfs, gewonnenen wurden. Die dort untersuchten Hölzer wurden 161 und 162 n. Chr. gefällt. Das Holz-Erde-Lager besaß die gleiche Größe wie der spätere Steinbau und war vermutlich ebenfalls mit zwei umlaufenden Gräben ausgestattet. Die rückwärtige Toranlage konnte mit einer Breite von vier Metern nachgewiesen werden und war mit rechtwinklig einbiegenden Torwangen ausgestattet. 1973 und 1979 wurde im südlichen Lagerbereich entlang der zur jüngeren Wehrmauer gehörenden Innenwand eine dem Mauerverlauf folgende, ältere Pfostenreihe entdeckt. Wie auch an vielen anderen Kastellplätzen beobachtet, war die steinerne Umwehrung später einfach vor die ältere hölzerne Wallbefestigung gesetzt worden.

### Steinkastell

#### Umwehrung
Nur wenige Jahre später entstand der Ausbau in Stein. Die neue Anlage von etwa 2,2 Hektar Fläche besitzt einen für die mittlere Kaiserzeit typischen, annähernd rechteckigen Grundriss von etwa 135,5 Metern für die Frontseite (Praetentura) und 131,40 Metern für die Rückseite (Retentura). Die beiden Flanken messen etwa 164 Meter. Die Breite des Mauerfundamentes der Wehrmauer betrug 1,30 Meter. Das Baumaterial setzt sich hauptsächlich aus dem in der Umgebung anstehenden Keupersandstein zusammen. Die Fundamente bestanden aus unbearbeiteten Bruchsteinen, das aufgehende Mauerwerk wiederum aus behauenen Quadern. Die Kastellecken waren in einem Radius von rund zehn Meter abgerundet (Spielkartenform). Christian Hämmerle schätzte ihre Höhe auf über fünf Meter. Bei der Grabung von 1892 wurde die am Wall sich entlangziehende Straße (Via sagularis) an allen Kastellseiten mehrfach, in ihren Rändern noch gut erkennbar in einer Breite von 3,30 bis 3,60 Meter aufgefunden. Sie lief in einer Entfernung von 8,5 bis 11 Meter vor der Innenflucht der Umfassungsmauer. Entlang der Mauer wurden drei größere Turmplattformen sowie je ein von Türmen flankiertes Tor in den Langseiten nachgewiesen. Die nach Südwesten und Nordosten ausgerichteten Tore, Porta praetoria und Porta decumana, wurden in deren Mitte festgestellt, die beiden an den Flanken beobachteten Principaltore lagen der Front erheblich nähergerückt. Nur die Porta praetoria war zweispurig, mit einer die beiden Durchfahrten trennenden Mauer (Spina) ausgeführt und maß insgesamt 7,85 Meter. Der Lagermauer waren noch zwei umlaufende Gräben als zusätzliche Annäherungshindernisse vorgelagert, der innere wurde mit einer Breite von sechs Metern und einer Tiefe von 1,80 Metern vermessen, der äußere wies neun Meter in der Breite und zwei Meter in der Tiefe auf. Die Grabungen 1979 und 1980 zeigten, dass die steinerne Wehrmauer teilweise Spuren einer starken Beschädigung aufwies. Pfostengruben eines starken Baugerüstes, das im Bereich der Breme errichtet worden war, unterstützen diesen Befund.

#### Innenbebauung

Der während der Ausgrabung im 19. Jahrhundert freigelegte Keller unter dem Fahnenheiligtum

Bereits im 19. Jahrhundert waren die 46,4 × 38,4 Meter großen Principia (Stabsgebäude) ergraben worden. Dabei konnte ein für die mittlere Kaiserzeit typisches, weitgehend standardisiertes Gebäude festgestellt werden, bei dem sich die Verwaltungstrakte um einen Innenhof gruppierten und dem eine große, über der Via principalis liegende, rechteckige Mehrzweckhalle vorgelagert war. In den rückwärtigen, westlichen Teil des Bauwerks war mittig das Fahnenheiligtum (Aedes principiorum) eingebaut worden, das mit seiner halbrunden Apsis aus dem Mauerverbund der Principia-Rückseite herausragte. Die auf die Mauern der Apsis wirkenden Kräfte wurden von zwei zusätzlich angebrachten Stützpfeilern abgefangen. Halbrunde Apsiden waren für die Fahnenheiligtümer nach der Mitte des 2. Jahrhunderts n. Chr. aufgekommen. 1885 wurden im Innenhof des Stabsgebäudes noch zwei sauber gearbeitete Sandsteinpostamente in situ gefunden. Die zwei Ehreninschriften auf den vermutlichen Basen von nicht erhaltenen, überlebensgroßen Statuen, beziehen sich auf Julia Domna († 217), die Gemahlin des Kaisers Septimius Severus (193–211), und auf Kaiser Severus Alexander (222–235). Die beiden Inschriften nennen auch die in Murrhardt stationierte Kohorte. Die Treppe zum Keller unter dem Heiligtum, in dem die Kasse der Truppe aufbewahrt wurde, war bei der Auffindung noch gut erhalten. Der Keller selbst barg bei der Auffindung Bruchstücke eines kleineren Altars aus Sandstein sowie das Bruchstück einer Figur, vermutlich einer Jupiterdarstellung.
Die weitere Innenbebauung wurde soweit nachvollziehbar weitgehend in Holzbauweise aufgeführt. Der Prähistoriker Rüdiger Krause konnte dabei zwei Phasen feststellen, die durch einen planierten Brandhorizont voneinander getrennt waren. In die ältere Phase gehören die Reste einer Mannschaftsbaracke sowie weitere Bauten hinter den Principia, die entweder zu einer Fabrica (Werkstatt) oder einem Valetudinarium (Lazarett) gehört haben könnten. Ein weiterer, angrenzender Bau kann vielleicht als Pferdestall angesprochen werden. Über diese Bauten wurden nach der Brandkatastrophe, die dem Fundausweis entsprechend zwischen 170 und 190 n. Chr. stattgefunden haben muss, zwei Horrea (Getreidespeicher) errichtet. Die zeitliche Stellung des Zerstörungshorizonts deckt sich mit dem Befund vom Ostkastell in Welzheim. Dort wurde die entsprechende Brandschicht mit den Markomannenkriegen (166–180) in Verbindung gebracht. Möglicherweise sind auch die Ausbesserungsarbeiten an der Kastellmauer in diese Zeit zu legen. Entlang der rückwärtigen Lagerstraße, der Via decumana verliefen beidseitig Abflussgräben zum Tor hinaus.

## Nachantike Nutzung
Eine auf das Jahr 817 datierte Urkunde über die Gründung des Klosters Murrhardt berichtet, dass Kaiser Ludwig der Fromme angeordnet habe, seine Burg (castrum nostre), die als Hünenburg bezeichnet würde (quod vulgo Hunemburg dicitur), abzubrechen und aus den dadurch gewonnenen Steinen die Klosterkirche zu erbauen. Diese Urkunde stellt zwar, wie man heute weiß, eine Fälschung des 12. Jahrhunderts dar, doch ist anzunehmen, dass die dortigen Aussagen teilweise auf ältere Vorlagen zurückgehen. Es ist nicht unüblich, dass antike oder vorgeschichtliche Bauwerke im Mittelalter als Werke angesehen wurden, die von Riesen (Hünen) erbaut wurden. Der Gewannname „Bürg“, der den Standort des Kastells bezeichnet, kann als ein weiteres Indiz dafür gelten, dass mit der in der Gründungsurkunde des Klosters benannten königlichen Burganlage damals noch bestehende Reste der Kastellanlage gemeint waren. Möglicherweise diente das Kastell als Standort einer fränkischen Besatzung, zumal Murrhardt an der Grenze zwischen dem teilautonomen alamannischen Herzogtum und den Franken lag. Das würde bedeuten, dass das Bauwerk in dieser Zeit immerhin noch so weit stand, dass es eine weitere Nutzung ermöglichte. Nach der Beendigung des alamannischen Herzogtums durch das Cannstatter Blutgericht im Jahr 746 dürfte dieser Platz an Bedeutung für die fränkischen Könige eingebüßt haben, so dass sein Abriss zugunsten des Kirchenbaus angeordnet werden konnte.
Die verschiedenen Grabungen im Areal haben keine Hinweise auf solch eine Nutzung erbracht. Allerdings wurden 1973 und 1979 innerhalb und parallel zur steinernen Umwehrung verschiedene trocken gesetzter Mauerstücke beobachtet, deren Bedeutung bislang ungeklärt blieb und die auf eine nachkastellzeitliche Nutzung zurückzuführen sein könnten, aber keineswegs notwendigerweise die oben aus der urkundlichen Überlieferung hergeleitete.

## Kastellbad

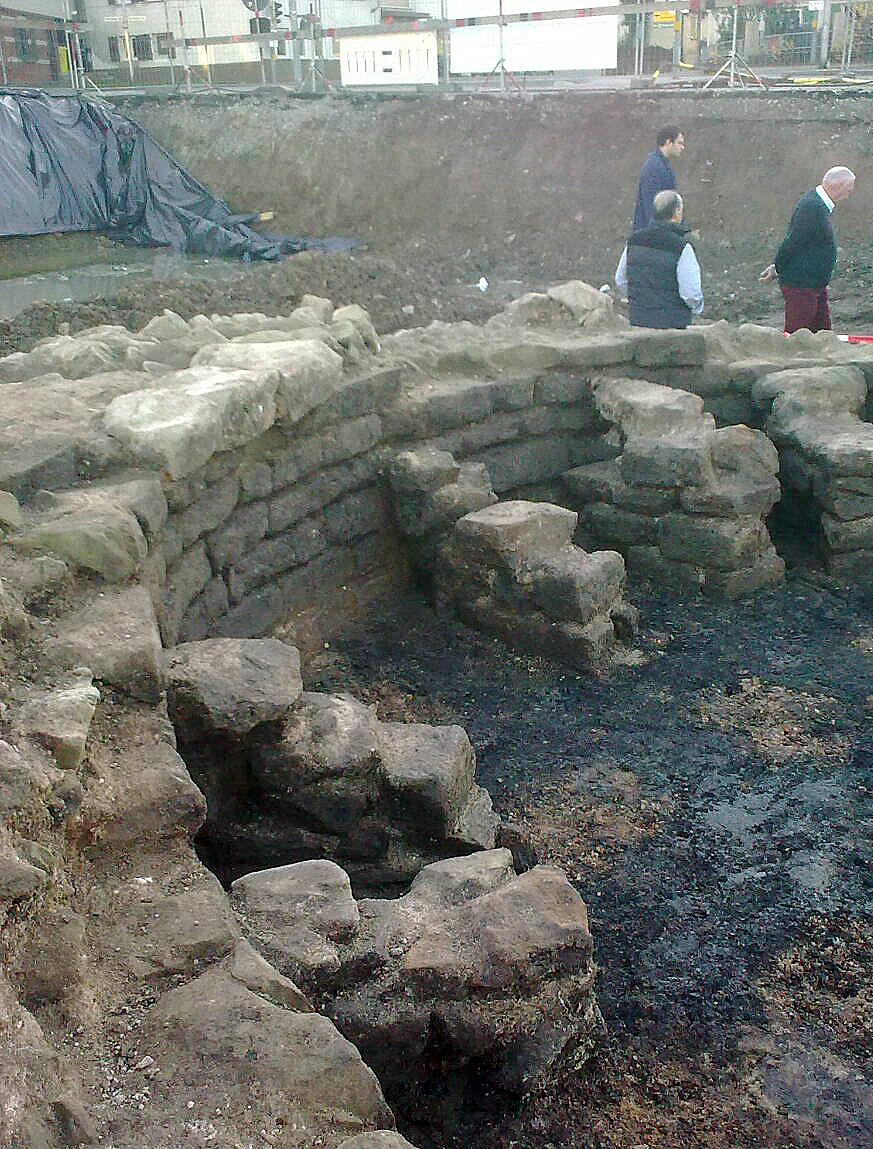
Reste der Apsis des Kastellbades bei der Ausgrabung im November 2010. Am Boden sind noch deutlich Aschenreste der antiken Fußbodenheizung zu erkennen

Etwa 80 Meter vor der Nordecke der römischen Garnison und rund 10 Höhenmeter tiefer als das Kastell wurden 2010 die Überreste des Kastellbades entdeckt. Unter Zeitdruck konnten die Ausgräber die Südseite des Gebäudes mit einer halbrunden Apsis, Reste eines Kaltwasserbeckens sowie Reste des Heizungssystems freilegen und archäologisch untersuchen. Die Maße der west-östlich ausgerichteten Anlage, die mit dem Kastell um 159/160 n. Chr. entstand, betrugen nach Schätzungen Thiels, etwa 50 × 15 Meter. Das mehrfach umgebaute Bauwerk gehört zu dem am Limes gut bekannten Reihenbadtypus. Wahrscheinlich wurde das Bad erst im Zuge des mittelalterlichen Ausbaues von Murrhardt durch Steinraub zerstört.
Als Besonderheit fand sich ein unmittelbar neben der Grabungsstelle verlaufender, in seiner Funktion nicht mehr exakt bestimmbarer großer Kanal, der mit sauber gearbeiteten Sandsteinplatten ausgemauert war. Es zeigte sich, dass durch dieses Tiefbauwerk wesentlich mehr Wasser abfließen konnte, als es durch den Badebetrieb nötig war. Mutmaßlich diente der künstliche Wasserlauf auch weiteren Gebäuden der angrenzenden Zivilsiedlung als Abwasserkanal und gibt damit möglicherweise einen Hinweis auf ein geregeltes Entwässerungssystem, wie es vielfach nur in großen römischen Ansiedlungen zum Standard gehörte.
Zum Fundgut zählen Ziegelstempel mit der Abkürzung XXIIII COH. Sie zeigen, dass die hier stationierte Cohors XXIV voluntariorum civium Romanorum den Bau errichtete.

## Truppen
Folgende Besatzungseinheiten sind für Murrhardt bekannt:
| Zeitstellung           | Truppenname | Bemerkung |
| 2. Jahrhundert n. Chr. | Cohors XXIV voluntariorum civium Romanorum quinquenaria (24. Freiwilligenkohorte römischer Bürger, 500 Mann stark)                   | Der Name der Einheit ist hier durch die beiden oben erwähnten, 1885 gefunden Postamentinschriften sowie durch einen – bei der Ausgrabung des Kastellbades geborgenen – Ziegelstempel, aber auch auf, seit dem 16. und 17. Jahrhundert bekannten, Monumentinschriften überliefert. Auf einer weiteren Inschrift hat sich der Name eines Tribunen der 24. Freiwilligenkohorte erhalten. Sextus Iulius Florus Victorinus, Sohn des Decimus, aus der Tribus Horatia. Eine Tribus dieses Namens gab es sowohl in der Umgebung von Rom, als auch in Afrika. Nach Fundausweis stand diese Hilfstruppeneinheit (Auxiliar) unter den Flaviern (69–96 n. Chr.) im Westkastell III von Heidelberg-Neuenheim. Dort soll sie später unter Kaiser Domitian (81–96) durch die Cohors II Augusta Cyrenaica equitata (zweite augusteische teilberittene Kohorte der Cyrenaica) abgelöst worden sein. Der Althistoriker Rainer Wiegels mutmaßt, dass die Freiwilligenkohorte vor ihrer Abkommandierung noch einige Zeit gemeinsam mit ihrer Nachfolgeeinheit in Heidelberg-Neuenheim lag. Um 90 wurde die Einheit entweder nach Benningen verlegt oder wurde davor noch im Kastell Sulz am Neckar-Odenwald-Limes eingesetzt, wie der Archäologe Dietwulf Baatz annahm. Vermutlich wurde sie tatsächlich erst nach Aufgabe der Sulzer Garnison im frühen 2. Jahrhundert in Benningen kaserniert und nach Auflassung dieses Standortes um 150 an den neuerrichteten Vorderen Limesabschnitt im Murrtal abkommandiert. |
| 2. Jahrhundert n. Chr. | Exploratores Boiorum et Tribocorum oder Numerus exploratorum Boiorum et Tribocorum (eine Kundschaftereinheit der Boier und Triboker) | Die Einheit war, laut einer in Benningen aufgefundenen Inschrift, seit hadrianischer Zeit der 24. Freiwilligenkohorte zur Unterstützung zugeteilt. Diese Einheit ist auch von einem, 1973 bei Ausgrabungen in der Murrhardter Stadtkirche entdeckten Spolie (Grabstein) des Zenturios Marcus Cossius Natalis bekannt. Ob die Einheit, welche je nach Vervollständigung der fragmentiert überlieferten Murrhardter Inschrift als Exploratores (Marcus Reuter) oder als Numerus exploratorum (Rainer Wiegels) angesprochen wurde, ebenfalls im Kohortenkastell oder in einer zweiten, kleineren Befestigung bei Murrhardt untergebracht war, ist unbekannt. Falls eine solche zweite Befestigung je existiert hat, muss sie in unmittelbarer Nähe des Grenzwalls, das heißt im Murrtal und etwas weiter östlich des Kohortenkastells gelegen haben. |

## Zivilsiedlung

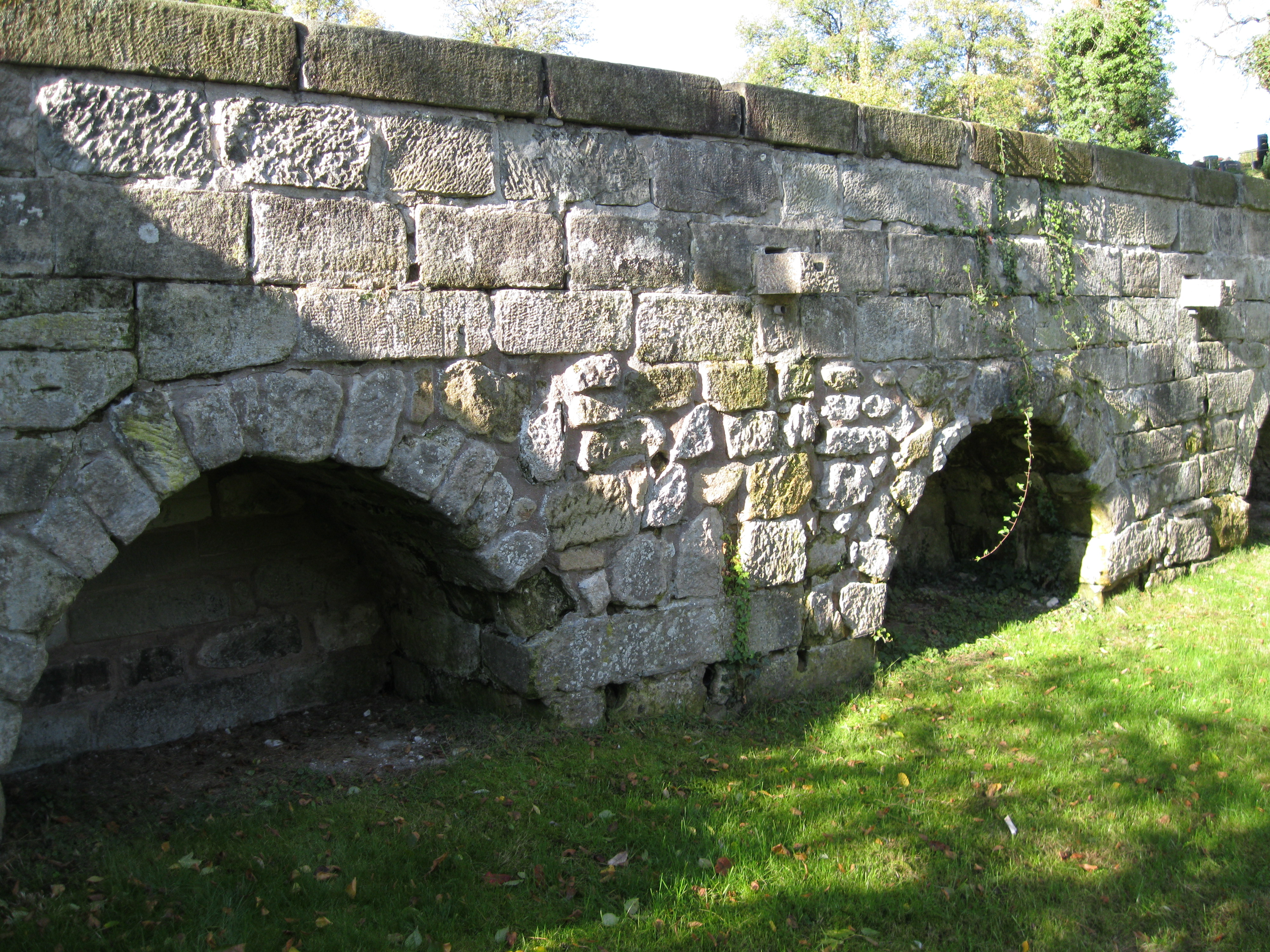
Bogenkonstruktionen an dem am Friedhof zur Walterichskirche führenden Weg, sie stammen vermutlich noch aus römischer Zeit

Die zum Kastell gehörende große Zivilsiedlung, der Vicus, erstreckte sich nordwestlich der linken Flankenseite der Militäranlage in der Talniederung im Bereich der Murrhardter Altstadt und südwestlich der Rückfront des Kastells auf einem flach ansteigenden Hang. Der Kastellvicus liegt heute unter moderner Bebauung, im Norden auch unter dem mittelalterlichen Stadtkern. Verschiedene Fundstellen römischer Relikte werden dort genannt. Die dendrochronologische Untersuchung und Datierung der hölzernen Verschalung eines im Frühjahr 1988 bei Bauarbeiten im Rössle Quartier aufgedeckten zehn Meter tiefen Brunnens hat ergeben, dass die dafür verwendeten Bäume im Sommer der Jahre 161 und 162 gefällt wurden. Der Brunnen wurde jedoch schon recht bald, noch in der zweiten Hälfte des 2. Jahrhunderts, aufgegeben und verfüllt. Zudem wurde damals eine vier Meter tiefe, eichenholzverschalte Zisterne freigelegt, die in den natürlichen Lehmboden eingetieft worden war. Dieser Boden bildete gleichzeitig die Sohle. Auch das Holz dieses Bauwerks konnte in das Jahr 162 datiert werden.
Eine 1598 während der Bauarbeiten zum Mühlkanal in der Obermühle aufgefundene Inschrift, die in die Zeit zwischen 151 und 250 datiert wird, berichtet von der Wiedererrichtung bzw. Restaurierung eines älteren Mithrastempels durch den Militärtribun Sextus Iulius Florus Victorinus. Die Lage wird an der antiken Ausfallstraße nordwestlich des Kastells angenommen. Der Althistoriker Elmar Schwertheim mutmaßte die ursprüngliche Erbauung dieses Heiligtums in das 2. Jahrhundert. Ausgrabungen, die 1963 im Bereich des Turmes der Walterichskirche stattgefunden haben, brachten massive römische Fundamente zutage, von denen angenommen wird, dass sie zu einem Tempel gehörten und die vielleicht teilweise auch noch um 700 n. Chr. standen, als die älteste Holzkirche an dieser Stelle errichtet wurde. Es muss sich hier jedoch nicht zwingend um das schriftlich überlieferte Mithrasheiligtum gehandelt haben. Dass die dieses nennende Inschrift an ganz anderer Stelle – im Bereich der Obermühle – gefunden wurde, spräche eher dafür, die Tempelanlage als ein weiteres Heiligtum der Siedlung anzusehen. Der Fund zahlreicher Bruchstücke von Urnen spricht für die Lokalisierung des römerzeitlichen Gräberfeldes ebenfalls auf dem Hügel der Walterichskirche, über den sich auch heute ein Teil des örtlichen Friedhofes erstreckt.

## Vegetation
Wie die Befunde aus dem 1988 untersuchten Brunnen zeigten, gab es in der Vegetation des Kleinklimas im Murrtal während der zweiten Hälfte des 2. Jahrhunderts Übereinstimmungen mit den Ergebnissen der intensiv erforschten Brunnenfunde aus dem Ostkastell von Welzheim. Die Wissenschaftler konnten in dem Murrhardter Brunnen 84 Bau- und Gerätehölzer bergen, die untersucht werden konnten. Es zeigte sich, dass Eiche (54 %) und Tanne (25 %) dominierten, ihnen folgte Esche (8 %), Ahorn (7 %) Buche (4 %) sowie Hasel und Erle (je 1 %). Auch im Welzheimer Brunnen 2, der ebenfalls in der zweiten Hälfte des 2. Jahrhunderts geschlossen wurde, dominierten Eichen und Tannen.
Die zeitgleich in Murrhardt entdeckte Zisterne bot sogar 183 Hölzer und zeigte eine etwas andere Zusammensetzung von Tanne (28 %), Eiche (18 %), Wacholder (18 %), Buche (13 %) und Esche (10 %). Die starke Präsenz des Wacholders, der nicht zum ursprünglichen Bestand der Vegetation in diesem Gebiet zählte, zeugt von der damaligen Auflichtung der Wälder. Die bearbeiteten Hölzer aus Brunnen und Zisterne machten den geringeren Anteil aus. Es wurde festgestellt, dass die bearbeitete Eiche (37 %) vor der Tanne (25 %), Buche (15 %), Esche (8 %), Erle, Hasel und dem Ahorn lag.

## Fundverbleib

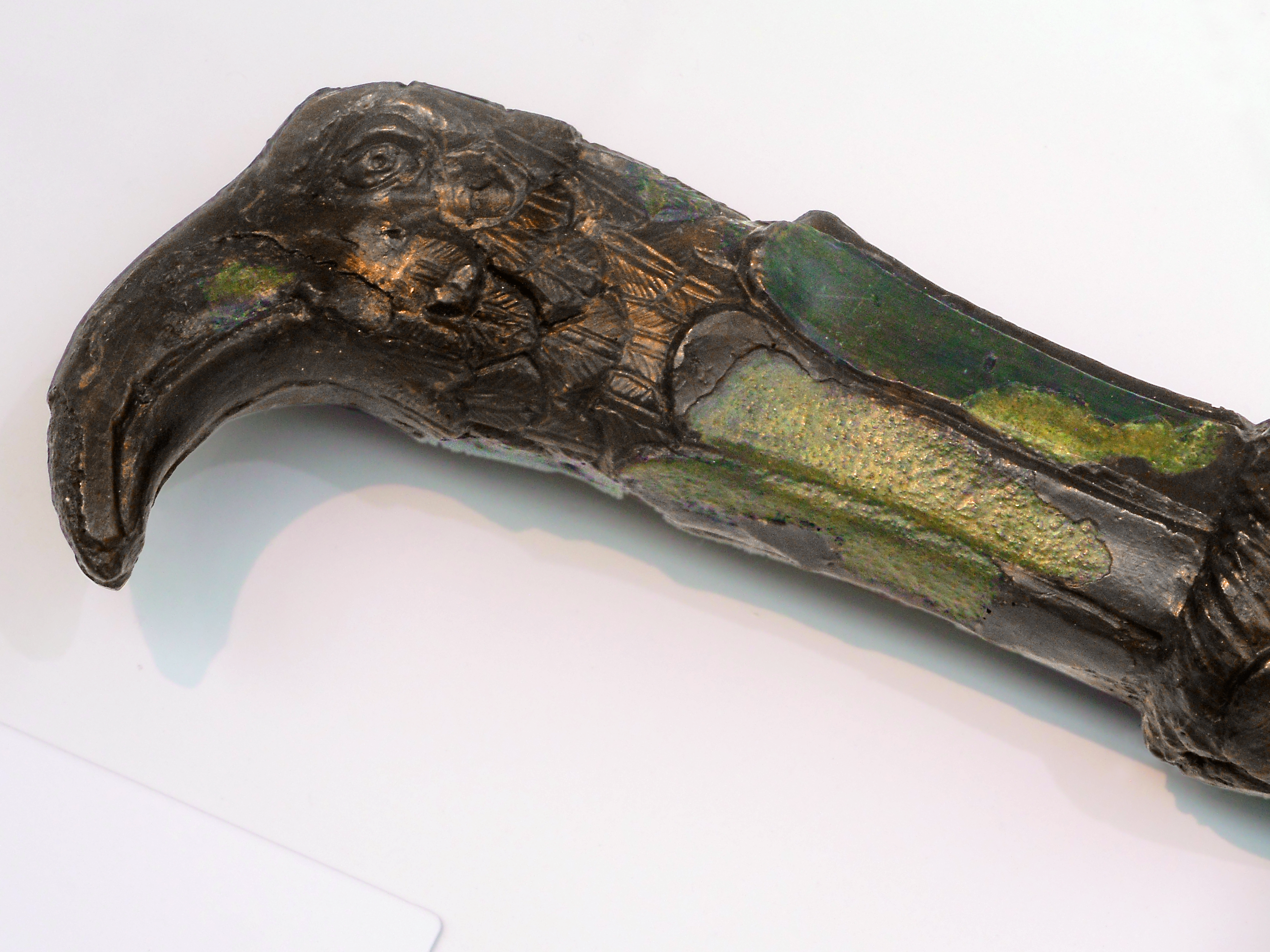
Der Schwertgriff mit Adlerknauf

Im Carl-Schweizer-Museum sind römische Objekte, insbesondere aus Murrhardt und den in der Nähe liegenden Limeswachtürmen ausgestellt. Zu den wertvollsten Objekten gehörten ein 1,15 kg schweres bronzenes Schwert mit einem Griff in Form eines Adlerkopfes, das zu einer überlebensgroßen Kaiserstatue gehörte. Dieser Fund wurde 1954 zusammen mit zwei Bronzespitzen westlich des Kastells geborgen.

## Limesverlauf zwischen dem Kastell Murrhardt und dem Kleinkastell Ebnisee
| ORL      | Name/Ort                        | Beschreibung/Zustand |
| -------- | ------------------------------- | --- |
| ORL 44   | Kastell Murrhardt               | siehe oben |
| Wp 9/100 | „Lutzensägmühle“                | Die Turmstelle wird lediglich vermutet. |
| Wp 9/101 | „Köchersberg“                   | Die Turmstelle wird lediglich vermutet. |
| Wp 9/102 | „Köchersberg/Langen“            | Von diesem Wachturm, errichtet auf der südlichen Kante des Talhanges der Murr, hatten die römischen Soldaten eine sehr gute Sicht. Der überwachsene Schutthügel lässt sich deutlich erkennen. |
| Wp 9/103 |                                 | Im Bereich des gemutmaßten Wachturms wurde im Mittelalter ein Bildstock errichtet. An dieser Stelle beginnt der „Heidenwald“. Da der Limes ab hier schwieriges topographisches Gelände überwinden muss, ist sein Wall noch sehr gut erhalten. |
| Wp 9/104 | „Eichwald“                      | Die Steinturmstelle wurde bereits im Grundlagenwerk Der obergermanisch-raetische Limes des Roemerreiches (ORL) erwähnt. Eine dort abgebildete Zeichnung ist jedoch fehlerhaft. 1963/1964 konservierte der Heimatforscher R. Schweizer das 0,85 bis 0,90 Meter starke, aufgehende Mauerwerk auf rund 0,50 Meter. |
| Wp 9/105 | „Fichten“                       | Auf einer steilen, ins obere Murrtal vorspringenden Bergnase lag Wp 9/105. In welchem Umfang hier bereits im 19. Jahrhundert gegraben wurde, ist nicht bekannt. Mehrere Mitarbeiter der Reichs-Limeskommission bestätigen jedoch, den Turm gesehen zu haben. Die Turmstelle ist zerstört und liegt im Bereich eines kleinen Steinbruchs, der bereits im ORL beschrieben wird. |
| Wp 9/106 | „Klosterreute“                  | Die Turmstelle auf einer Felsnase wird lediglich vermutet. Unterhalb des Standorts finden sich größere Lesesteinhaufen. |
| Wp 9/107 | „Gies/Kohl“                     | Der Steinturm mit einem Durchmesser von rund elf Metern wurde bereits im 19. Jahrhundert untersucht und im ORL beschrieben. Danach besaßen die Mauern eine Stärke von 0,70 Metern. Die Ausgräber konnten zudem einen umlaufenden Drainagegraben feststellen. Heute ist der Innenraum vollständig freigelegt, die Mauern noch auf eine Höhe von rund 0,50 Metern erhalten. |
| Wp 9/108 | „Kohl“                          | Die Turmstelle wird lediglich vermutet. |
| Wp 9/109 | „Oberer Wald“                   | Der Steinturm wurde bereits vor Beginn der Arbeit der RLK ergraben und war wohl quadratisch. Heute ist an der Stelle nichts mehr auszumachen; von hier bis zu Wp 9/111 sind die Grabenreste des Limes besonders gut sichtbar. |
| Wp 9/110 | „Oberer Wald“                   | Die Turmstelle wird bereits im ORL genannt und lässt sich möglicherweise an einigen herumliegenden Steinen erkennen. |
| Wp 9/111 | „Rehwald/Behwald“               | An der Straße Fornsbach–Ebnisee sind der ausgezeichnet erhaltene Damm des Limes sowie der 0,80 Meter hohe Schutthügel von Wp 9/111 zu besichtigen. Der wohl quadratische Steinturm mit einer Mauerstärke von 0,70 Metern wurde von der RLK ergraben. Es ließ sich an der Nordostecke ein Maueransatz erkennen. Zudem wurde der umlaufende Drainagegraben festgestellt. 1997 brachen Raubgräber die Fundstelle auf. Bis Wp 9/111 folgt nun ein sehr schlecht erhaltenes Stück der Rätischen Mauer. |
| Wp 9/112 | „Wanne/Halden- und Taubenäcker“ | Die Turmstelle wird lediglich vermutet. |
| Wp 9/113 | „Halden- und Taubenäcker“       | Der wohl rechteckige Steinturm mit einer Mauerstärke von 0,85 Metern wurde 1896 durch den Archäologen Gustav Sixt (1856–1904) ergraben. Heute ist an der Stelle auf einer Wiese nichts mehr sichtbar. |
| Wp 9/114 | „Halden- und Taubenäcker“       | Die Turmstelle wird lediglich vermutet. |
| Wp 9/115 | „Welzheimer Weg“                | Die Turmstelle wird lediglich vermutet. |
| Wp 9/116 | „Spatzenhof“                    | Dieser Wachturm mit aufschlussreicher Baugeschichte liegt auf 561 Höhenmetern am Nordrand der Welzheimer Liashochebene. Nachdem der Platz im Oktober 1814 erstmals als römischer Fundstelle erkannt worden war. berichtete unter anderem der Historiker Andreas Buchner (1776–1854) 1821 von Rudera (Schutthaufen). 1896 erfolgte die erste systematische Grabung durch den zuständigen Streckenkommissar der RLK, Gustav Sixt (1856–1904). Das später verschwundene Fundgut bestand aus Terra-Sigillata-Scherben, einem eisernen Ring und einem silbernen Löffelchen. 1925 wurde beim Ausbau der angrenzenden Landstraße die südwestliche Turmecke weitgehend zerstört. Anlässlich der Bundesgartenschau 1977 in Stuttgart führte das Landesdenkmalamt Baden-Württemberg vom 4. April bis 6. Mai 1977 unter der Leitung des Archäologen Dieter Planck erneut eine Untersuchung und anschließende Konservierung durch. Planck wollte an dieser Stelle exemplarisch die Entwicklung des Vorderen Limes festhalten, weshalb die Grabungen großflächiger und umfassender ausfielen. Der 5,90 × 6,0 Meter große Steinturm besaß zwei Bauphasen. - Phase I: Spuren einer älteren hölzernen Vorgängeranlage waren nicht festzustellen. Rund 17 Meter östlich der Turmstelle wurden zwei fast parallel verlaufende Gräbchen festgestellt, die vielleicht zu einer sehr frühen Ausbauphase der Limespalisade gehört haben könnten. Wie eine unmittelbar auf dem anstehenden Lehm liegende holzkohlenartige Brandschicht im Turminneren und unter dem Wall zeigte, war das Gelände vor der Errichtung der Limesanlagen vermutlich brandgerodet worden. Anschließend erfolgte eine Planierung aus völlig sterilem Lehmboden und Splitt. Gegründet wurde der Turm, dessen inneres Niveau rund 0,50 Meter erhöht wurde, aus sehr solidem Mauerwerk im Zentrum eines rechteckigen Ringgrabens mit abgerundeten Ecken. An der Nordseite war dieser Graben 1,50 Meter breit und besaß eine feststellbare Tiefe von 0,50 Metern. An der Westseite konnte die Breite mit rund 1,50 bis 1,60 Metern und an der Südseite mit 1,10 Metern ermittelt werden. Im Osten, zur Feindseite hin, setzte der Graben mit einem 0,80 bis 0,90 Meter breiten Übergang aus. Eine als Annäherungshindernis um diesen Turm errichtet Holzpalisade wurde nicht entdeckt. Erst in einer weiteren Ausbaustufe des Limes wurde die römische Reichsgrenze mit Wall und Graben gesichert, wobei der auf den Turm zulaufende Wall kurz vor und hinter dem Turm aussetzte. Möglicherweise ging dieser Turm während des ersten Alamannensturm 233 n. Chr. unter und musste in der Folge ersetzt werden. Vor dem Bau des neuen Turms verfüllte ein Bautrupp den Ringgraben der älteren Turmes. Aus dieser Füllung stammen vereinzelte Scherben. Sie gehören in die erste Ausbauphase und kennzeichnen deren Ende. - Phase II: Die Verfüllung des Turmgrabens erfolgte nach Plancks Erkenntnis im Zuge des Ausbaus und der Verstärkung der im Vorfeld liegenden Limesanlagen, denn nun sollte der Erddamm des Walls ohne Aussetzer an der Turmstelle vorbeigeführt werden, wobei er den Turmgraben durchschnitt und dieser daher seine Funktion als Drainage- und Wehrgraben verlor. Dennoch wollten die Römer den ursprünglichen Standort des Turms mit seinem soliden Fundament nicht aufgeben. Daher saß der Neubau nach der Fertigstellung mit seiner östlichen Hälfte mitten im Wall, wobei der unbrauchbare Schutt des Vorgängerbaus für den Aufbau dieses Walls verwendet wurde. Der Wiederaufbau selbst erfolgte notdürftig. Die Flüchtigkeit der Ausführung lässt auf große Eile schließen. Spätestens mit dem Limesfall um 259/260 n. Chr. wurde das gesamte Land von den Römern geräumt. Die Masse der Funde, hauptsächlich Keramik, stammt aus dem Turminneren. Nach Sichtung der geborgenen Reibschüsseln und Krüge mutmaßte Planck Verbindungen zu einer bekannten, großen römischen Töpferei in Waiblingen. Die Forschung geht davon aus, dass dieser Turm, der höchstgelegene am gesamten Vorderen Limes, ein Hauptvermessungspunkt an dieser Strecke gewesen ist. Feuerzeichen konnten den etwa 75 Kilometer entfernten Turm nahe dem Kleinkastell Hönehaus erreichen. Auf einer Länge von 1,5 Kilometern beginnt ab hier eine der besterhaltenen Strecken am Obergermanisch-Rätischen Limes. Nahe bei Wp 9/116 liegt das Kleinkastell Ebnisee. |
| Wp 9/117 | Kleinkastell Ebnisee            | → Hauptartikel : Kleinkastell Ebnisee [ 77 ] |

## Vermutete weitere Befestigungsanlagen in Murrhardt
Im 19. Jahrhundert waren auf dem Berg Linderst noch Spuren weiterer Befestigungsanlagen sichtbar. Zwischen 1961 und 1972 konnten unter der Leitung von Rolf Schweizer mehrere Grabungen auf dem Linderst durchgeführt werden. Dabei stießen Archäologen auf verkohlte Holzreste und römische Keramik. Schweizer vermutete ein zweites Kastell, da die Anlage eine Länge und Breite von jeweils 90 Metern aufwies. Möglicherweise handelt es sich um das Lager der römischen Aufklärungsabteilung Exploratores Boiorum et Tribocorum.
Weiterhin vermutete Schweizer römische Kleinkastelle bei Murrhardt-Schloßhof und in Murrhardt-Siegelsberg.

## Denkmalschutz
Das Gebiet des Kastells Murrhardt sowie Teile der Zivilsiedlung sind Grabungsschutzgebiete. Nordost- und Südwest-Tor sowie Fahnenheiligtum des Stabsgebäudes sind Kulturdenkmale im Sinne des Denkmalschutzgesetzes des Landes Baden-Württemberg (DSchG) und Teil des UNESCO-Welterbes. Nachforschungen und gezieltes Sammeln von Funden sind genehmigungspflichtig, Zufallsfunde an die Denkmalbehörden zu melden.